# La Tour d'Argent
La Tour d'Argent (en español, «La Torre de Plata») es un restaurante de París, Francia, que reivindica (sin la documentación) datar del año 1582 y que se dice era frecuentado por Enrique IV.
El pato, especialmente el pato prensado, es la especialidad (canard à la presse, caneton à la presse, caneton «Tour d'Argent»). El restaurante tiene su propia granja en la que cría sus patos. Los comensales que encargan el pato reciben una postal con el número de serie correspondiente al animal que han degustado. El restaurante también cuenta con una bodega de vinos con más de 450.000 botellas al servicio, enlistados en una carta de vinos de 400 páginas con 15.000 referencias. El valor estimado en 2009 era de alrededor de 25 millones de euros (£22,5 million). La bodega está resguardada las 24 horas del día y los 365 días al año. El comedor cuenta con excelentes vistas al río Sena y a la catedral de Notre Dame.
En la actualidad el restaurante pertenece a la familia Terrail, quien también lo rige y administra. André Terrail, quien funge como propietario y gerente, es quien se hace cargo desde el 2003, tres años antes del fallecimiento de su padre Claude, quien murió en 2006 a la edad de 88 años. Claude Terrail había regido el restaurante que había heredado de su padre André en 1947. Durante los últimos años, ha caído de su posición de «3 estrellas» para los mejores restaurantes (según la Guía Michelín), a 2 estrellas en 1996 y finalmente a una modesta estrella en 2006.
El restaurante sirvió como inspiración para las escenas en la película de Pixar Ratatouille, lo que le dio un impulso «inesperado».